# (142) Пулана
(142) Пулана (нем. Polana) — является довольно большим и очень тёмным астероидом главного пояса, принадлежащим к редкому спектральному классу F. Он был открыт 28 января 1875 года австрийским астрономом Иоганном Пализой в обсерватории Пула и назван в честь австрийского города Пула, вблизи которого она находится. Он является одним из главных представителей семейства Нисы.

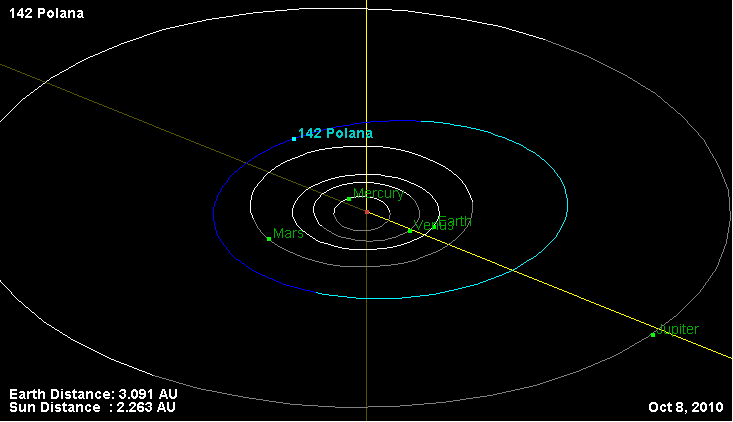
Орбита астероида Пулана и его положение в Солнечной системе

Астероид Пулана находиться в орбитальном резонансе 1:2 с Марсом, то есть за два оборота Марса вокруг Солнца Пулана успевает совершить лишь один оборот вокруг Солнца. Этот резонанс позволяет стабилизировать орбиту, хотя обычно астероиды, движущиеся в резонансе, имеют больший эксцентриситет, чем нерезонансные астероиды.
Несмотря на сильные возмущения, вызванные влиянием Юпитера и Марса, орбиты с резонансом 1:2 остаются стабильными в течение миллиардов лет. Всего на орбитах с таким резонансом обнаружено уже около 1500 астероидов.
Астероиды Пулана, (101955) Бенну и (162173) Рюгу могли образоваться из одного родительского тела.